# Jocelino Emílio Carvalho
Jocelino Emílio Carvalho foi um político brasileiro, eleito deputado federal pelo estado do Sergipe, quando integrou a Comissão de Valorização da Amazônia da Câmara e mostrou-se favorável a uma reforma agrária de cunho cooperativista e à ampliação da intervenção do Estado na economia.

## Biografia
Jocelino Emílio Carvalho nasceu no município brasileiro de Lagarto no dia 13 de fevereiro de 1908, filho de Francisco Moisés de Carvalho e Alcina Maura de Carvalho. Jocelino foi casado com Graciene Fernandes Carvalho, com quem teve cinco filhos e faleceu no dia 27 de junho de 1993.